# Diözesankonservatorium für Kirchenmusik der Erzdiözese Wien
Das Diözesankonservatorium für Kirchenmusik der Erzdiözese Wien ist eine Ausbildungsstätte für Kantoren, Organisten, Chorleitern und Leitern von Ensembles für Neues Geistliches Lied mit Sitz im Palais Equitable (1. Wiener Gemeindebezirk).

## Geschichte
In der Habsburgermonarchie fand die musikalische Ausbildung bis ins frühe 20. Jahrhundert durch Privatlehrer oder in Lehranstalten privater Vereine ohne staatliche finanzielle Förderung statt. Die im Jahre 1817 erfolgte Genehmigung der Behörde zur Eröffnung des Conservatoriums der Gesellschaft der Musikfreunde erfolgte mit der Auflage, dass auf die Kirchenmusik besondere Rücksicht zu nehmen sei, eine kirchenmusikalische Ausbildung fand jedoch nicht statt.
Als im Jahre 1830 der Verein der Kunstfreunde für Kirchenmusik in Böhmen in Prag eine Orgelschule eröffnete, die 1889 mit dem 1811 gegründeten Prager Konservatorium vereint wurde, begann eine geregelte kirchenmusikalische Ausbildung in der Monarchie. Zwischen 1840 und 1881 entstanden in Wien mehrere Lehranstalten für Kirchenmusik, die im Jahre 1906 im Allgemeinen Kirchenmusikverein zusammengeführt wurden, der vom Unterrichtsministerium eine geringe Subvention erhielt. Der Bedarf an ausgebildeten Kirchenmusikern konnte mit diesen Ausbildungsmöglichkeiten nicht gedeckt werden. Bereits im Jahre 1875 wollte Franz Liszt die Ausbildung auf eine breitere Basis stellen und in der neu zu gründenden Musikakademie in Budapest eine Abteilung für Kirchenmusik errichten, zu der es jedoch erst im Jahre 1926 kam.
Im Motu proprio Inter pastoralis officiis forderte Papst Pius X. im Jahre 1903 die Errichtung von kirchenmusikalischen Lehranstalten. Dieser Forderung schloss sich der III. Kongress der Internationalen Musikgesellschaft in Wien mit einer Resolution im Jahre 1909 an, worauf es im Jahre 1910 zur Errichtung einer kirchenmusikalischen Abteilung der heutigen Universität für Musik und darstellende Kunst Wien (damals Konservatorium) in den Räumen des Stiftes Klosterneuburg kam, die 1924 nach Wien verlegt wurde. Abteilungen für Kirchenmusik entstanden im Jahre 1945 am Mozarteum in Salzburg und im Jahre 1963 an der Grazer Musikakademie.
Parallel zur akademischen Ausbildung entstanden in nahezu allen österreichischen Diözesen Kirchenmusikschulen. Im Jahre 1980 wurde die Kirchenmusikschule der Erzdiözese Wien auf Initiative von Weihbischof Helmut Krätzl durch das Erzbischöfliche Amt für Kirchenmusik in ein Konservatorium umgewandelt, das im Jahre 1982 Öffentlichkeitsrecht erhielt.

## Ausbildung
Die Ausbildungsschwerpunkte sind
- Kirchenmusik (zentraler Pflichtgegenstand Orgel)
- Neues Geistliches Lied (zentraler Pflichtgegenstand Gitarre oder Klavier)
- Lied – Messe – Oratorium (zentraler Pflichtgegenstand Stimmbildung)

Die Ausbildung erfolgt in den drei Stufen
- Elementarstufe
- Grundstufe
- Aufbaustufe

Ziel der Ausbildung ist die Erlangung des C- bzw. B-Diploms (Grund- bzw. mittlere Ausbildung), das zur bezahlten Ausübung eines nebenamtlichen Berufes als Kirchenmusiker berechtigt. Beide Jahrgänge dauern zwei Jahre. Für die Erlangung des A-Diploms ist der Studienabschluss an einer Musikhochschule erforderlich.